# Horst Tappert
Horst Tappert (ur. 26 maja 1923 w Elberfeld, zm. 13 grudnia 2008 w Planegg) – niemiecki aktor i reżyser.
Najbardziej znany z roli inspektora Derricka w serialu kryminalnym o tym samym tytule.

## Życiorys

### Wczesne lata
Horst Tappert urodził się w Elberfeld (obecnie dzielnica Wuppertalu) jako syn pracownika poczty Juliusa Tapperta (1892–1957) i jego żony Ewaldine Röll (1892–1981). Po przeszkoleniu w kierunku zawodu handlowca, wcielony w 1940 do Reichsarbeitsdienst, następnie został powołany w 1942 roku do wojska i walczył na froncie wschodnim. W 1943 roku został ranny podczas działań wojennych pod Charkowem. W 1945 rok został internowany jako jeniec wojenny w Seehausen. 
Według dokumentu ujawnionego w 2013 roku przez socjologa Jörga Beckera, Tappert służył w 3. Dywizji Pancernej SS „Totenkopf”. Sam w wywiadach nigdy nie wspominał o służbie w Schutzstaffel. Po nagłośnieniu sprawy przez gazetę Frankfurter Allgemeine Zeitung, telewizja ZDF i kilka innych stacji telewizyjnych poinformowały o wycofaniu z ramówki produkcji z udziałem aktora. 

### Kariera
Po wojnie został zatrudniony jako lektor w teatrze w Stendal. W następnych latach często zmieniał branże, aż do roku 1967, gdzie został doceniony jako aktor i był nim aż do śmierci.
W okresie 1973-97 niemiecka telewizja publiczna ZDF, nakręciła ponad 280 odcinków serialu kryminalnego pt. Derrick, w którym Horst Tappert wcielał się w główną postać, komisarza. Serial był wyświetlany w ponad 100 krajach w tym również w Polsce w latach 80. 

### Życie prywatne
Był dwukrotnie rozwiedziony, mieszkał w Gräfelfing w pobliżu Monachium ze swoją trzecią żoną Ursulą Pistor (od 1957). Był ojcem trójki dzieci: Karin, Ralpha i Gary'ego (zm. 2001). Tappert był zapalonym myśliwym i wędkarzem.
Zmarł 13 grudnia 2008 roku w Planegg koło Monachium, w wieku 85 lat na cukrzycę.

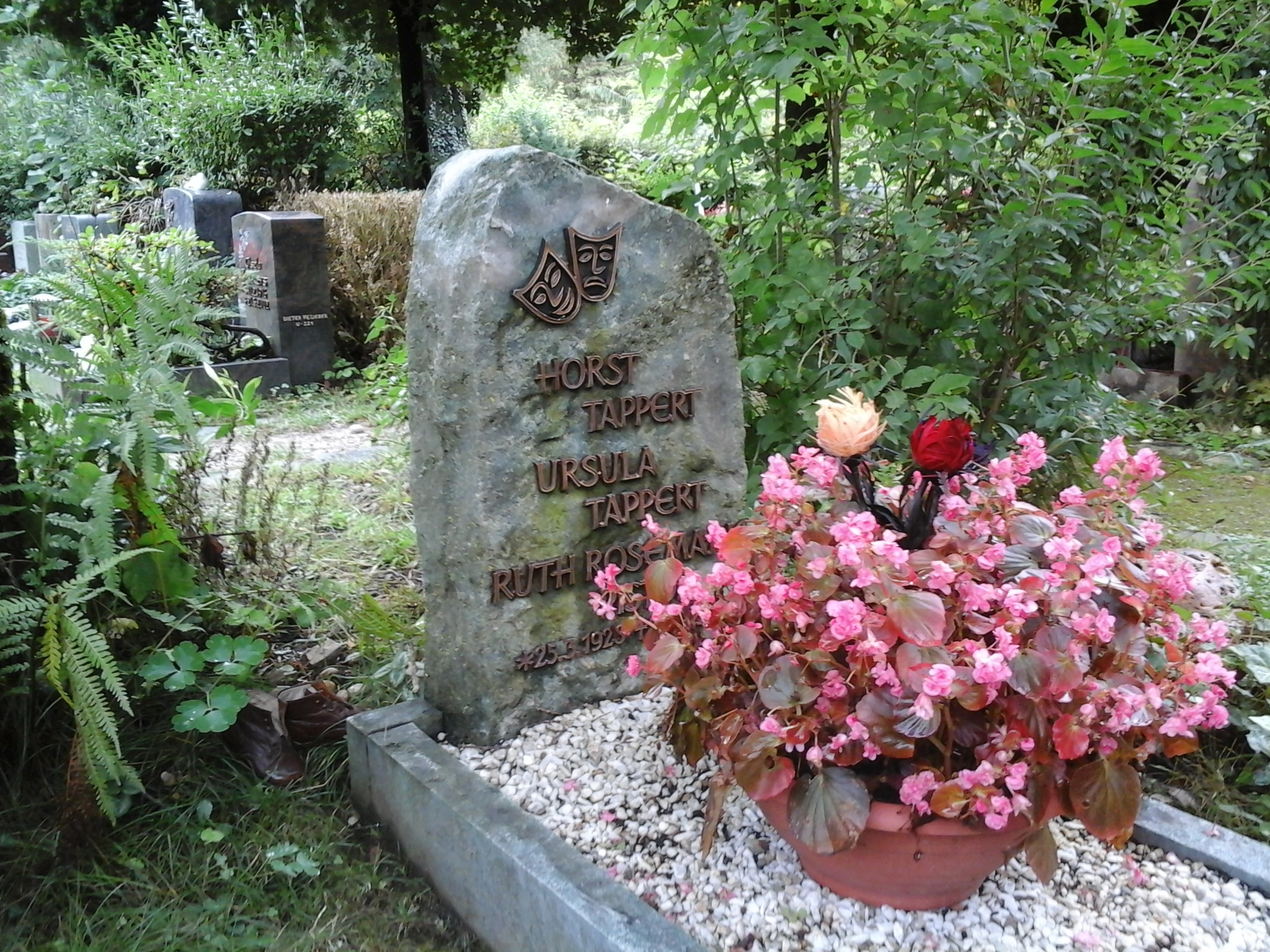
Grób Horsta Tapperta w Gräfelfing koło Monachium.

## Nagrody
- 1979: Bambi
- 1980: Honorowy rzecznik policji bawarskiej
- 1981: Złota Kamera w kategorii Popularny bohater kryminału (1 miejsce wg czytelników Hörzu)
- 1984: Złota Kamera, Austria
- 1986: Telegatto, włoska nagroda TV
- 1988: Order Zasługi Republiki Federalnej Niemiec
- 1990: Bambi
- 1995: Srebrny Tulipan, nagroda telewizji holenderskiej
- 1997: Order Zasługi Republiki Federalnej Niemiec
- 1998: Telestar, nagroda za całokształt twórczości
- 1998: Platynowa Romy za całokształt twórczości
- 1998: Bambi
- 2002: Willy-Brandt-Preis, norwesko-niemiecka nagroda Willy-Brandt-Stiftung
- 2003: Bayerischer Fernsehpreis